# Tenis en México

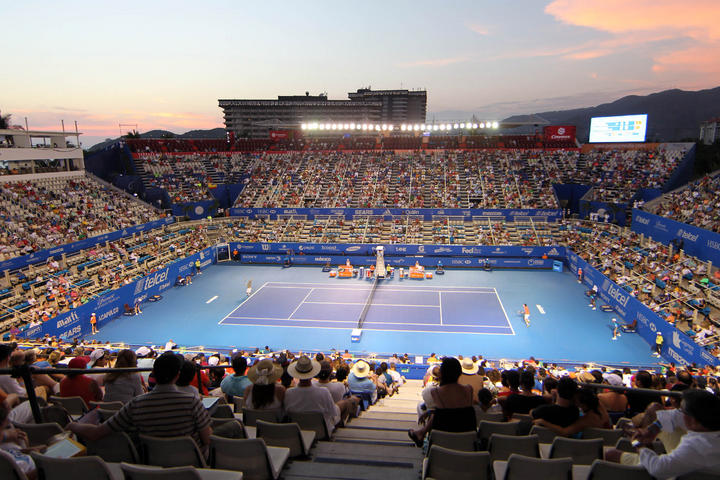
Abierto Mexicano de Tenis. Acapulco 2015.

La organización del tenis en México está a cargo de la Federación Mexicana de Tenis, fundada en 1963. Predominan las canchas con superficie dura y su principal torneo es el Abierto de México de la categoría ATP 500, realizado en la ciudad de Acapulco.
Los tenistas de élite mundial en la era aficionada fueron Yolanda Ramírez (#6) y Rafael Osuna (#1), mientras que en la era profesional lo ha sido Raúl Ramírez (#4). En dobles han destacado Yolanda Ramírez, Rosie Reyes, Antonio Palafox, Rafael Osuna, Raúl Ramírez (#1) y Jorge Lozano (#4). El equipo mexicano masculino adulto fue finalista de la Copa Davis en 1962, mientras que el juvenil fue campeón de la Copa Mundial Sub-18 en 1963.

## Historia
En la era aficionada estuvieron también Gustavo Palafox, Mario Llamas, Francisco Contreras, Vicente Zarazúa, Francisco Guerrero Arcocha, Joaquin Loyo Mayo, Marcelo Lara, Luis Augusto Garcia y Benito Schon entre otros. Al inicio de la era profesional destacaron Elena Subirats y Raúl Ramírez, ganador de 19 títulos, incluidos 2 Masters 1000 y 3 veces semifinalista en Grand Slam. Luego sobresalieron Francisco Maciel, Luis Herrera, Leonardo Lavalle, Jorge Lozano y Angélica Gavaldón. En el siglo XXI Santiago González, Miguel Reyes y Giuliana Olmos están en el top 100 en dobles. Individualmente Marcela Zacarías y Renata Zarazúa están en el top 200.

## Clasificación histórica
Lista con los tenistas mexicanos que han estado entre los 200 primeros lugares de la Clasificación de la ATP.